# Adoretus ictericus
Adoretus ictericus es una especie de escarabajo del género Adoretus, familia Scarabaeidae. Fue descrita científicamente por Burmeister en 1844.
Se distribuye por Sudáfrica y Suazilandia. La especie se mantiene activa durante los meses de enero, febrero, mayo, junio, septiembre, octubre, noviembre y diciembre.